# Göta Lejon
El Göta Lejon es un teatro sueco. Se encuentra situado en el número 55 de la calle Götgatan, en el barrio de Södermalm, Estocolmo. En su larga vida, se han representado numerosas comedias musicales, así como actuaciones de grupos musicales.
El hoy teatro abrió sus puertas en 1928 como cine y proyectaría películas hasta 1940. Luego, tras la Segunda Guerra Mundial, sufrió una profunda remodelación para convertirse en teatro. Desde los años 1980, el teatro es utilizado cada vez más como sala conjunta de eventos musicales y teatro.
En 1994, la comedia musical The Sound of Music tuvo un gran éxito de público. Los actores protagonistas fueron Tommy Körberg y Carola Häggkvist. Cuatro años más tarde, el teatro volvió a sufrir obras, tras las cuales reabrió sus puertas. Entre sus espacios renovados destacan un restaurante y un bar.

## Artistas y actuaciones destacadas
- 1977: Ultravox
- 1979: UFO
- 1980: Ramones, AC/DC, Scorpions, Def Leppard
- 1981: Whitesnake, ZZ Top
- 1984: Europe, Metallica, The Firm
- 1985: Bon Jovi
- 1986: King Diamond
- 1987: Manowar
- 1989: Manowar, Motörhead, R.E.M.
- 2018: Passenger

## Galería

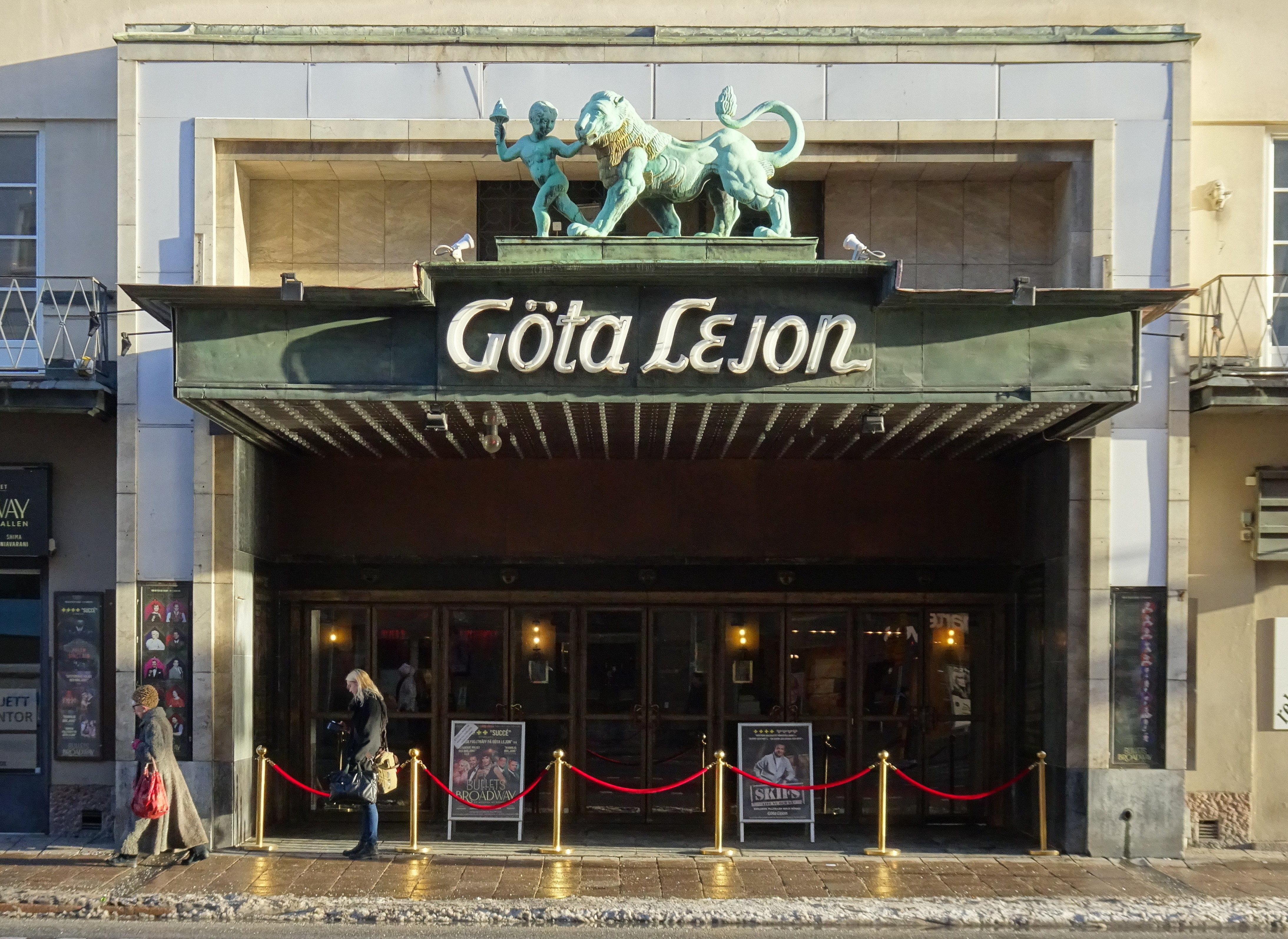
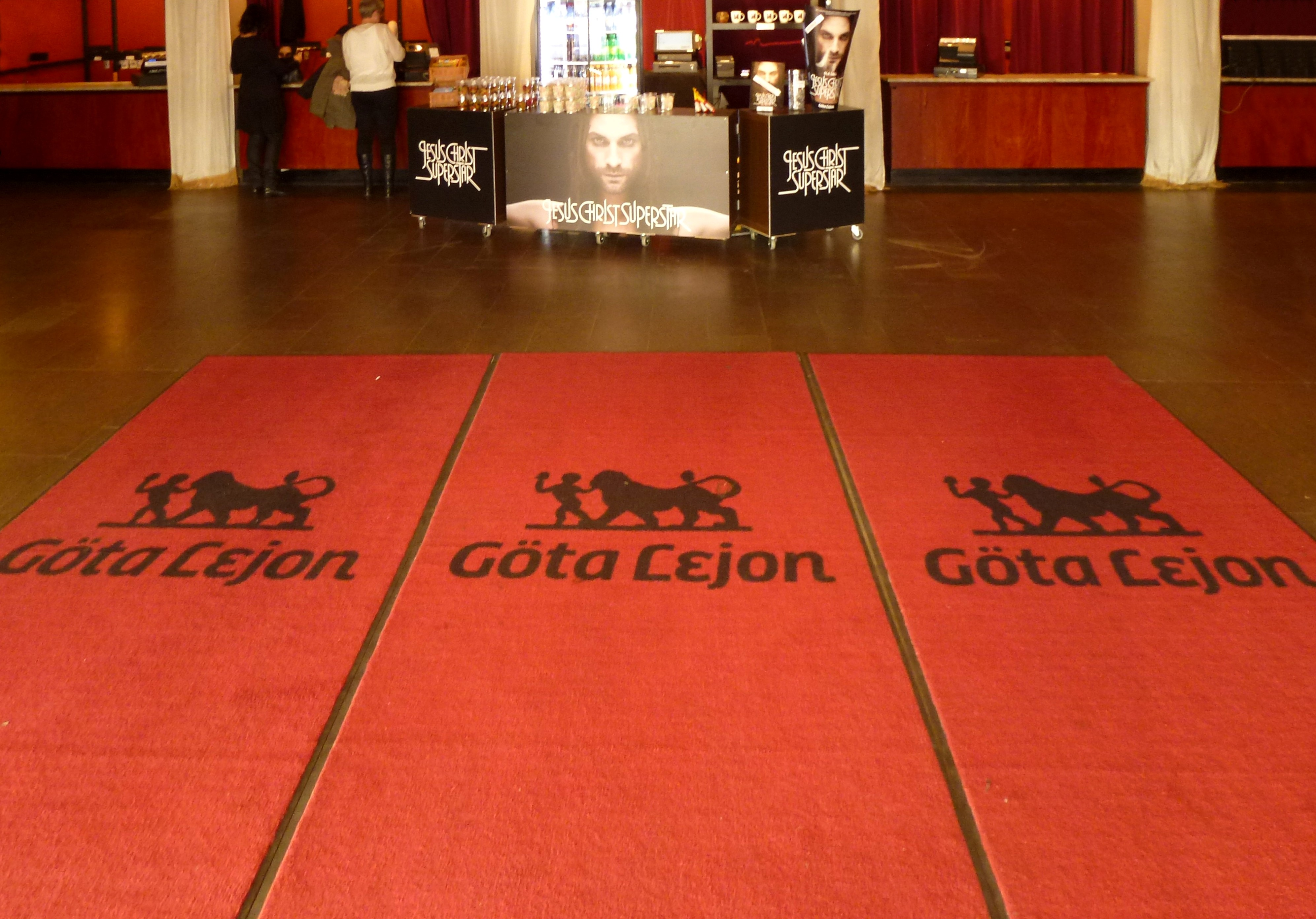
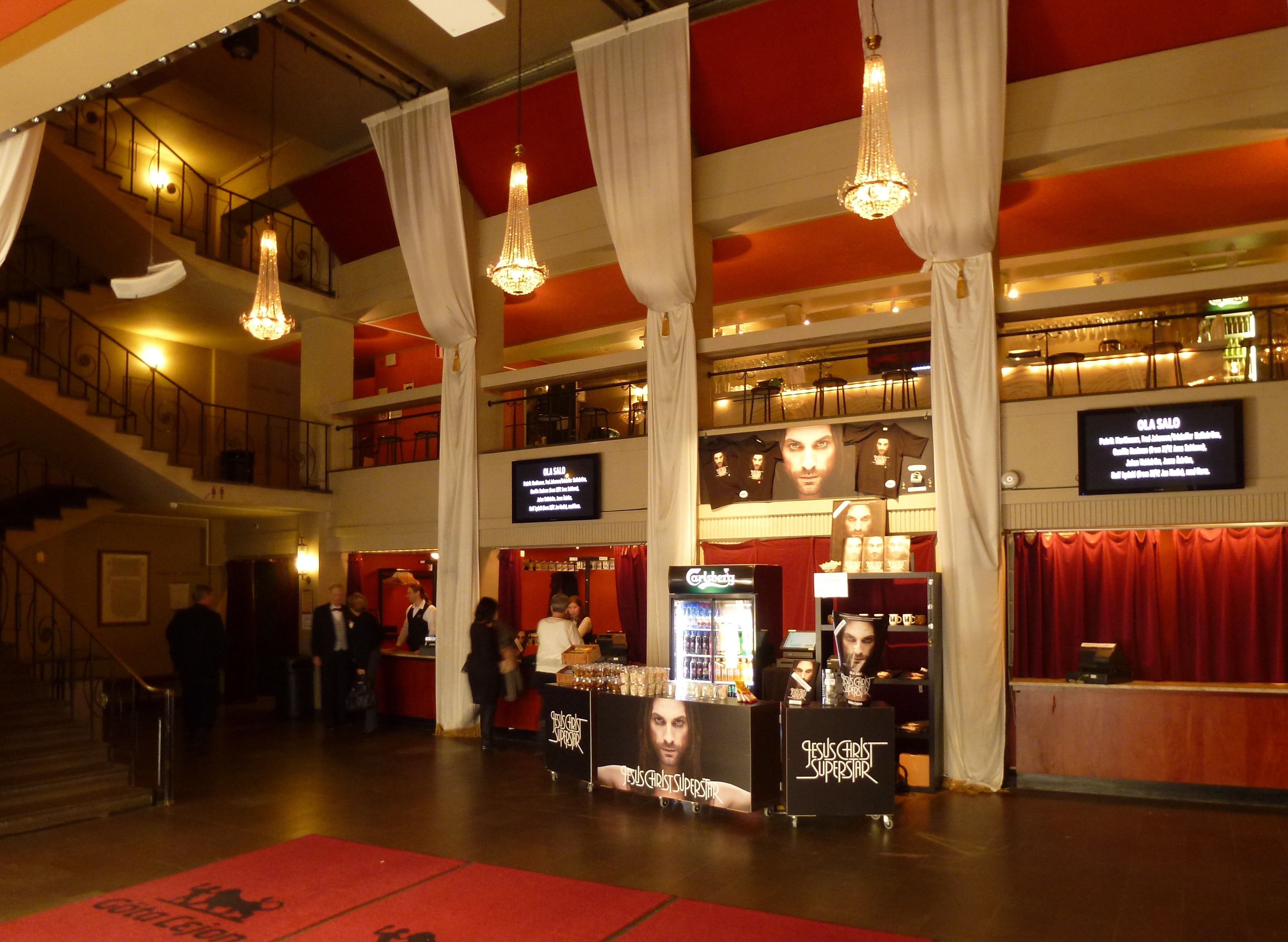